# Escadrille 4
L'escadrille 4 est une unité de l'aéronautique militaire française pendant la Première Guerre mondiale. Elle change plusieurs fois de nom au cours du conflit pour devenir successivement l'escadrille D 4, C 4 et SAL 4.

## Historique
L'escadrille 4 est fondée le 4 décembre 1912 sous le nom d'escadrille D 4 pour refléter son équipement avec des avions Deperdussin T (en). Elle est fondée soit à Maubeuge, soit au centre d'aviation de Saint-Cyr, en région parisienne. Quoi qu'il en soit, l'escadrille est à Maubeuge au début de l'année 1913, avant d'être déplacée au camp de Mailly en mai 1913, puis à Étampes plus tard dans l'année.
Lorsque la Première Guerre mondiale commence, l'escadrille D 4 gagne Belval, à proximité de Charleville-Mézières le 2 août 1914 et passe le même jour sous les ordres du Grand Quartier Général (GQG). Elle est ensuite rattachée le 20 août 1914 à la 5e armée et mène des missions de reconnaissance pour repérer l'avancée allemande. En septembre 1914, l'escadrille D 4 est impliquée dans la bataille de la Marne depuis son aérodrome de Romilly-sur-Seine,. C'est au cours de cette dernière qu'elle subit ses premières pertes humaines : l'équipage d'un avion disparaît le 6 septembre 1914 derrière les lignes allemandes (les deux hommes sont faits prisonniers). Elle passe ensuite sous les ordres du 1er corps d'armée, en octobre 1914, puis du 3e à la fin de l'année. À la même période, elle s'installe sur l'aérodrome de Bouvancourt et passe sous le commandement du capitaine Jacques Rochette, qui va le conserver jusqu'en 1916. Elle change également d'équipements : les Deperdussin obsolètes et inadaptés sont remplacés en mars 1915 par des Caudron G.3,. Pour refléter ce changement d'équipement, l'escadrille est rebaptisée C 4 le 29 mars 1915. Elle restera sous le commandement du 3e corps pour le reste de la guerre.

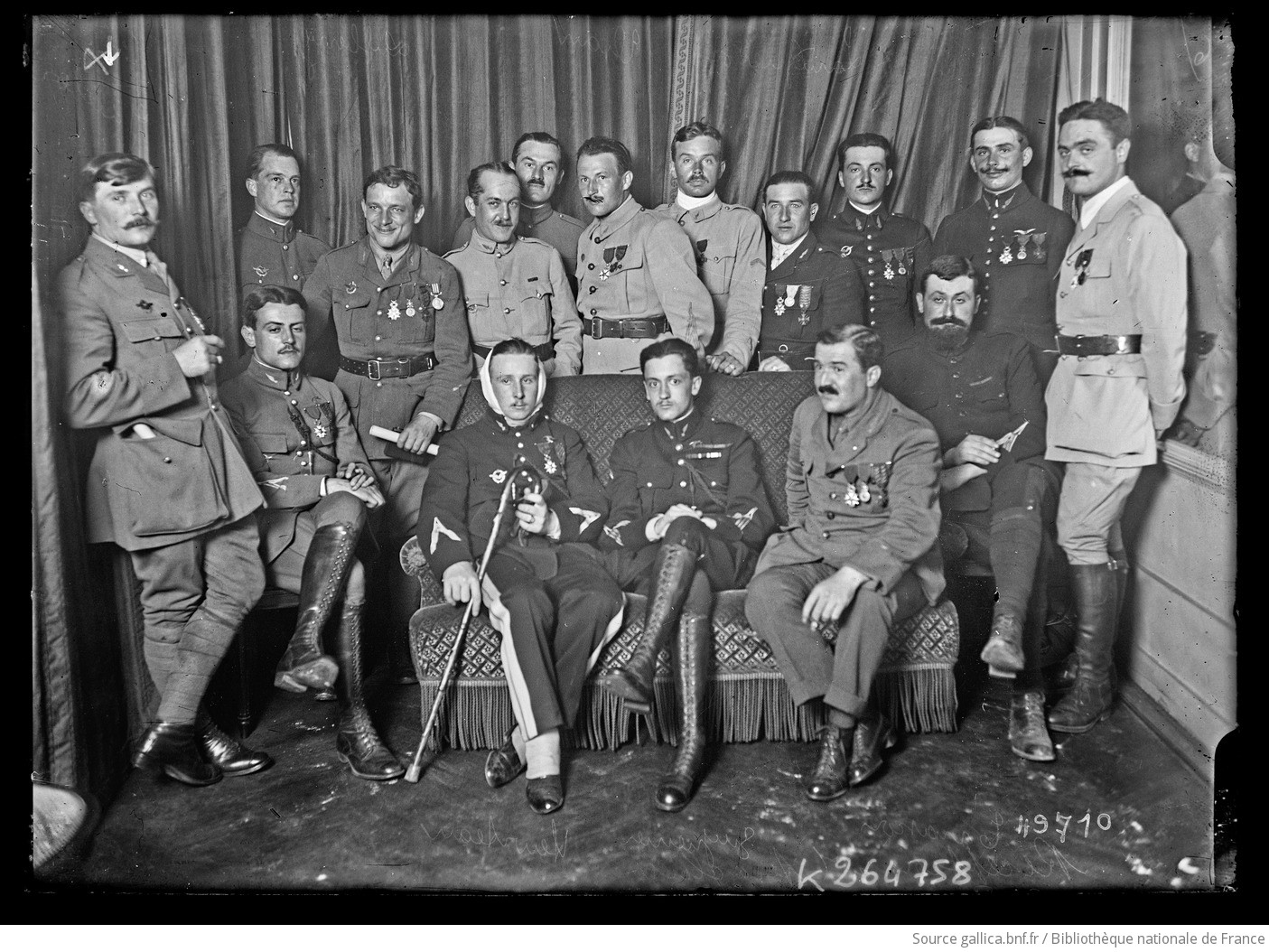
Réception à l'Aéroclub de France le 14 juin 1917, photographiée par l'agence Rol. André Wateau y figure aux côtés d'un assortiment d'as et de pilotes français et américains (volontaires dans l'armée française). Debout, de gauche à droite: Lucien Jailler,, Raoul Lufbery, Archibald Burtt Johnston,, Georges Thenault,,, Jean Tourtay, Hector Varcin, et William Thaw II. Assis, également de gauche à droite: Albert Deullin, Alfred Heurtaux, Georges Guynemer, Paul Tarascon et André Wateau.

Avec son corps d'armée, l'escadrille C 4 est engagée au cours de l'année 1915 dans les 2e et 3e batailles d'Artois, respectivement en mai puis en septembre-octobre. Le 17 mars 1916, le commandement de l'escadrille passe au capitaine André Wateau, qui le conserve jusqu'au 16 juillet. Entretemps, l'escadrille a été engagée dans la bataille de Verdun. Le 3e corps reste dans le secteur entre fin mars et la mi-juin avant d'être retiré du front. Le capitaine Henri Plantey prend ensuite la tête de l'escadrille.
En 1917, l'escadrille C 4 est engagée dans la bataille du Chemin des Dames, pour des missions d'observation et de réglage d'artillerie, tandis que son corps d'armée de rattachement n'est pas impliqué dans l'offensive du général Nivelle. En février 1918, l'escadrille est rééquipée avec des Salmson 2A2 et des Letord 5. Elle change donc de nom pour devenir l'escadrille SAL 4. En 1918, l'escadrille soutient le 3e corps au cours de la 4e bataille de Champagne, de la seconde bataille de la Marne et de la bataille de la ligne Hindenburg. Lorsque l'armistice du 11 novembre 1918 est signé, l'escadrille SAL 4 est stationnée à Manoncourt-en-Woëvre, en Meurthe-et-Moselle. L'escadrille termine la guerre avec un « palmarès » incertain : entre une et quatre victoires aériennes homologuées. Elle perd 23 hommes (9 tués dans les airs, 6 tués dans des accidents ou par des maladies et 7 faits prisonniers), ainsi que 16 blessés (6 dans les airs et 10 dans des accidents au sol).
Après la fin des combats, la SAL 4 est envoyée le 24 novembre à Haguenau (alors situé en Alsace-Lorraine, territoire allemand), puis à Bühl, dans le Bade-Wurtemberg, le 17 décembre. Le 12 mars 1919, elle est transférée à la base aérienne de Metz-Frescaty, puis gagne Pars-lès-Romilly le 11 mai, l'école d'aviation de Pau le 23 mai et l'aérodrome de Lyon-Bron le 11 juillet. Cinq jours plus tard, elle est dissoute.
Après la dissolution de l'escadrille SAL 4, ses traditions (son insigne principalement) sont reprises à diverses occasions : par la 15e escadrille du 32e régiment d'aviation mixte du 1er juin 1924 au 1er octobre 1932, par la 3e escadrille du Groupe de Reconnaissance GR II/52 du 1er octobre 1932 au 1er avril 1937, par la 3e escadrille du Groupe de Bombardement GB II/51 du 1er avril 1937 au 1er avril 1940, et enfin par la 3e escadrille du Groupe de Bombardement d'Assaut GBA II/51 du 1er avril 1940 au 15 août 1940.

## Symbolique

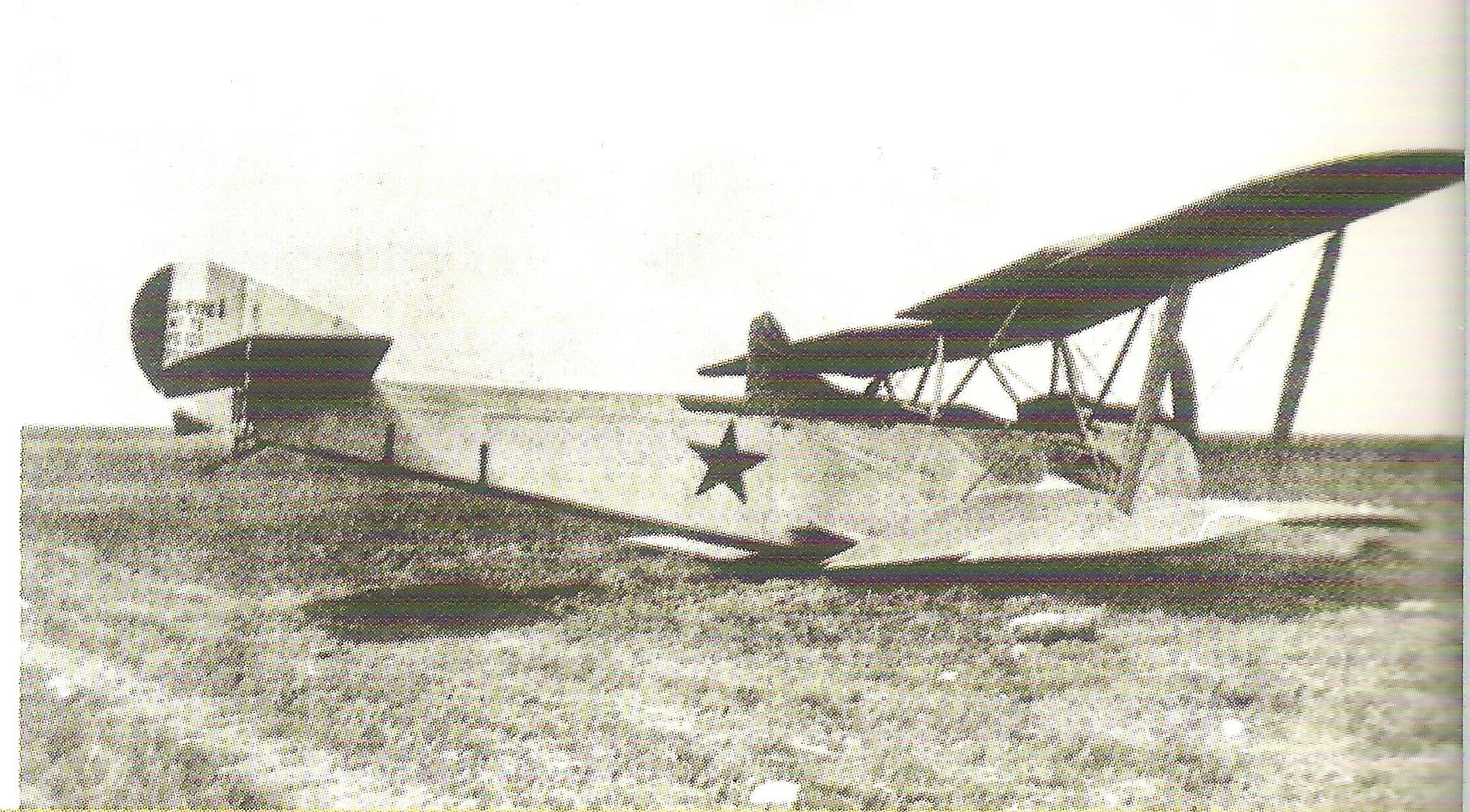
Sopwith 1A2 de l'escadrille 4, accidenté, sur lequel on peut voir l'étoile rouge emblématique de l'escadrille.

L'escadrille 4 a utilisé divers symboles au cours de son histoire : d'abord simplement le chiffre 4, puis une étoile rouge ou un chevron couché jaune/bleu/jaune, utilisés simultanément sur les avions de l'escadrille.

## Liste des commandants
- Capitaine Raymond Yence : 4 décembre 1912 - 3e trimestre 1914
- Capitaine Albert Adrian : 3e trimestre 1914 - 4e trimestre 1914
- Capitaine Jacques Rochette : 11 décembre 1914 - 17 mars 1916
- Capitaine André Wateau : 17 mars 1916 - 16 juillet 1916
- Capitaine Henri Plantey : 16 juillet 1916 - 23 octobre 1917
- Capitaine Jean-Philippe Germain : 23 octobre 1917 - mars 1919
- Lieutenant Louis Genevois : mars 1919 - mai 1919
- Lieutenant Charles Robinet : mai 1919 - 16 juillet 1919 (dissolution de l'escadrille)[4]

## Appareils utilisés

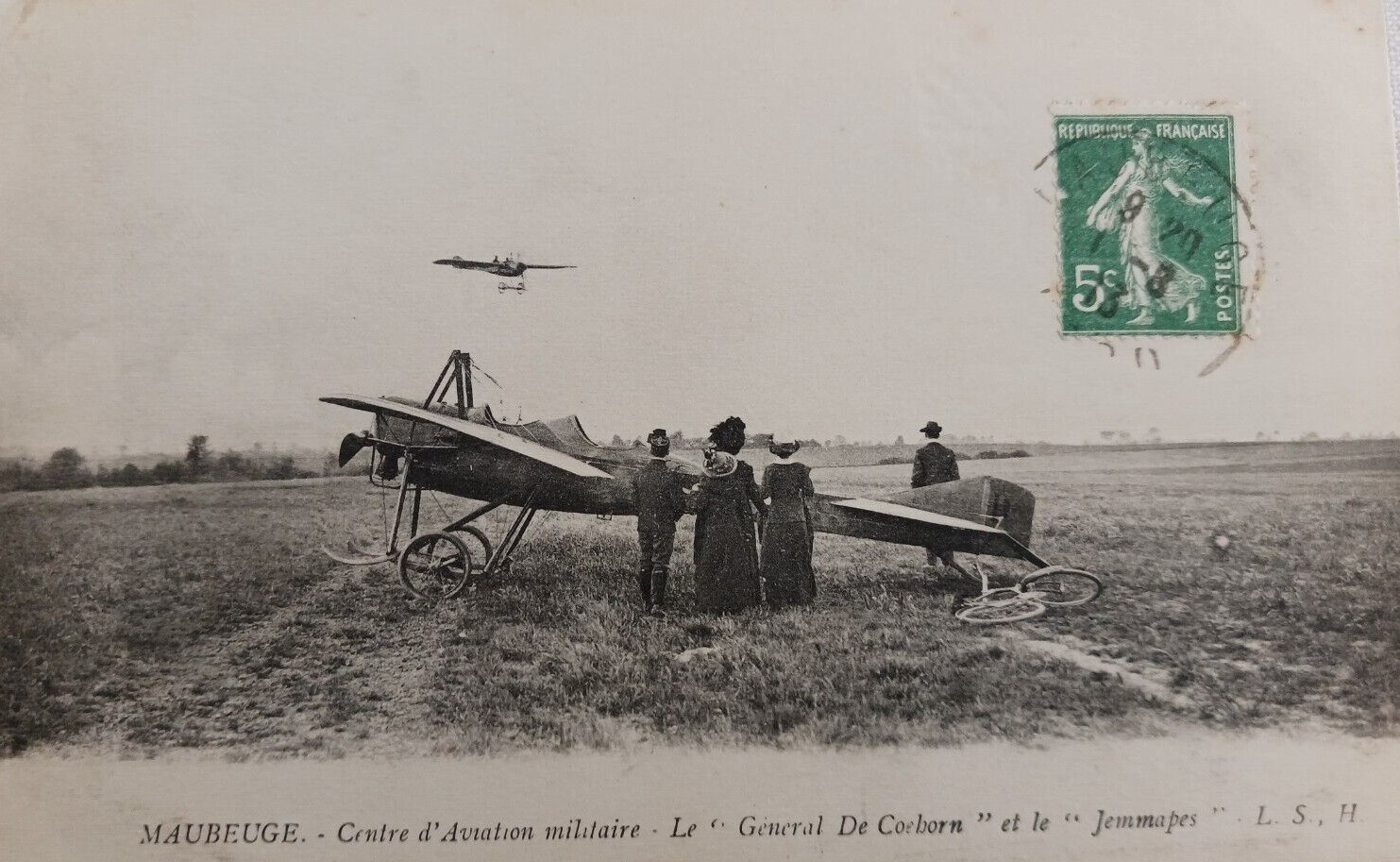
Avions Deperdussin de l'escadrille 4 baptisés respectivement général de Coeborn et Jemmapes

Pour remplir son rôle d'observation et de reconnaissance, l'escadrille 4 utilise au cours de son histoire les types d'appareils suivants (avec les dates d'adoption entre parenthèses) :
- Deperdussin T (en) (trois monoplaces et trois biplaces perçus à la création de l'escadrille en 1912)
- Morane-Saulnier T (en) (fin 1914)
- Caudron G.3 et G.4 (mars 1915)
- Caudron G.6 (1916) complétés vers la fin 1916 par 2 avions Morane-Saulnier
- Letord 5 (1917)
- 7 Salmson 2A2 et 3 Letord 5 (février 1918)

L'escadrille utilise aussi vers 1917 des Sopwith 1½ Strutter (Sopwith 1A2 sous la désignation française) en nombre indéterminé. Avant le début de la Première Guerre mondiale, l'escadrille 4 donne des noms de baptêmes à ses avions : le Deperdussin No 16 est nommé le « général de Coeborn », le No 9 est le « Marengo » , etc.

## Personnalités
Antonin Brocard, futur commandant du Groupe de Combat 12 (GC 12) fait partie de l'escadrille 4 au début de la Première Guerre mondiale.